# Elecciones legislativas de Francia de 1968
Las elecciones legislativas en Francia de la cuarta legislatura de la Quinta República se desarrollaron los días 23 y 30 de junio de 1968, tras la disolución de la Asamblea Nacional por decreto de 30 de mayo de 1968. Estas elecciones supusieron una dura derrota para la izquierda francesa, después de las altas expectativas de cambio político y social generadas por el mayo francés.

## Resultados
| Partidos y Coaliciones                                       | Partidos y Coaliciones | Partidos y Coaliciones | Primera Vuelta | Primera Vuelta | Segunda Vuelta | Segunda Vuelta | Escaños        |
| Partidos y Coaliciones                                       | Partidos y Coaliciones | Partidos y Coaliciones | Votos          | %              | Votos          | %              | Escaños        |
| ------------------------------------------------------------ | --- | ---------------------- | -------------- | -------------- | -------------- | -------------- | -------------- |
|                                                              | Unión por la Defensa de la República (Union pour la défense de la République) - Republicanos Independientes (Républicains indépendants) - Unión por la Defensa de la República (Union pour la défense de la République) - Republicanos Independientes (Républicains indépendants) | UDR-RI                 | 9.667.532      | 43,65          | 6.762.170      | 46,39          | 354 - 293 - 61 |
|                                                              | Progreso y Democracia Moderna (Progrès et démocratie moderne) | PDM                    | 2.289.849      | 10,34          | 1.141.305      | 7,83           | 33             |
|                                                              | Otros partidos de derecha | DVD                    | 917.758        | 4,14           | 496.463        | 3,41           | 9              |
| Total Derecha("Mayoría Presidencial" y PDM)                  | Total Derecha("Mayoría Presidencial" y PDM) |                        | 12.875.139     | 58,13          | 8.399.938      | 57,63          | 396            |
|                                                              | Partido Comunista Francés (Parti communiste français) | PCF                    | 4.434.832      | 20,02          | 2.935.775      | 20,14          | 34             |
|                                                              | Federación de la Izquierda Democrática y Socialista (Fédération de la gauche démocrate et socialiste) | FGDS                   | 3.660.250      | 16,53          | 3.097.338      | 21,25          | 57             |
|                                                              | Partido Socialista Unificado (Parti socialiste unifié) | PSU                    | 1.037.063      | 4,29           | 144.361        | 0,99           | -              |
| Total Izquierda                                              | Total Izquierda |                        | 9.132.145      | 40,84          | 6.177.474      | 42,65          | 91             |
|                                                              | Otros |                        | 111.195        | 0,50           | -              | -              | -              |
|                                                              | Alianza Republicana por el Progreso y las Libertades (Alliance républicaine pour le progrès et les libertés) | ARPL                   | 28.736         | 0,13           | -              | -              | -              |
|                                                              | Total |                        | 23.751.213     | 100,00         | 14.577.412     | 100,00         | 487            |
| Abstención: 20.04% (Primera Vuelta); 22.17% (Segunda Vuelta) | |                        |                |                |                |                |                |

## Composición de la Asamblea Nacional
| Grupo        | Miembros | Relacionados | Total | %     |
| ------------ | -------- | ------------ | ----- | ----- |
| UDR          | 270      | 23           | 293   | 60,16 |
| RI           | 57       | 4            | 61    | 12,52 |
| FGDS         | 57       | 0            | 57    | 11,70 |
| Comunista    | 33       | 1            | 34    | 06,98 |
| PDM          | 30       | 3            | 33    | 06,78 |
| No inscritos | 9        | -            | 9     | 01,85 |
| Total        | 456      | 31           | 487   | 100,0 |

Mayoría: UDR + RI
*UDR : Unión de Demócratas por la República
*FGDS : Federación de la Izquierda Democrática y Socialista
*RI : Republicanos Independientes
*PDM : Progreso y Democracia Moderna